# Tritón
Tritón, neboli zvětšená kvarta nebo zmenšená kvinta, je hudební interval obsahující tři celé tóny. Zní velice disonantně, a proto byl ve středověku označován jako „diabolus in musica“ – ďábel v hudbě. Tritón se objevuje mezi 4. a 7. tónem durové stupnice (například mezi F – H v C dur) a mezi 2. a 6. tónem mollové stupnice (například mezi H – F v a moll).
V čistém ladění má poměr frekvencí 45 : 32.
V pythagorejském ladění má poměr frekvencí 729 : 512.
Ve středotónovém ladění má poměr frekvencí 5√5 : 8.
V rovnoměrně temperovaném ladění má poměr frekvencí √2 : 1.
Existují i jiné hodnoty tritónu:
- Huygensův tritón, poměr frekvencí 7 : 5
- Eulerův tritón, poměr frekvencí 10 : 7

Tritón se používá v mnoha akordech, například v dominantním septakordu. Využívá se i v melodii, například v "motivu smrti" v Sukově suitě Pohádka a symfonii Asrael, v Ebenově kostelní písni Pán Kristus, syn Boží věčný (EZ č. 314), v Bernsteinově West Side Story – začátek písně Maria – nebo na začátku znělky kresleného seriálu Simpsonovi: The Simpsons. Úvodním motivem písně Purple Haze od Jimiho Hendrixe je rovněž tritón. Stal se také jedním se základních prvků metalu díky skupině Black Sabbath a jejich stejnojmenné skladbě (a mnoha dalším).